# Изабель (лунный кратер)
Кратер Изабель (лат. Isabel), не путать с кратером Изабелла на Венере, — маленький ударный кратер в юго-западной части Моря Дождей на видимой стороне Луны. Название присвоено по испанскому женскому имени и утверждено Международным астрономическим союзом в 1979 г.

## Описание кратера

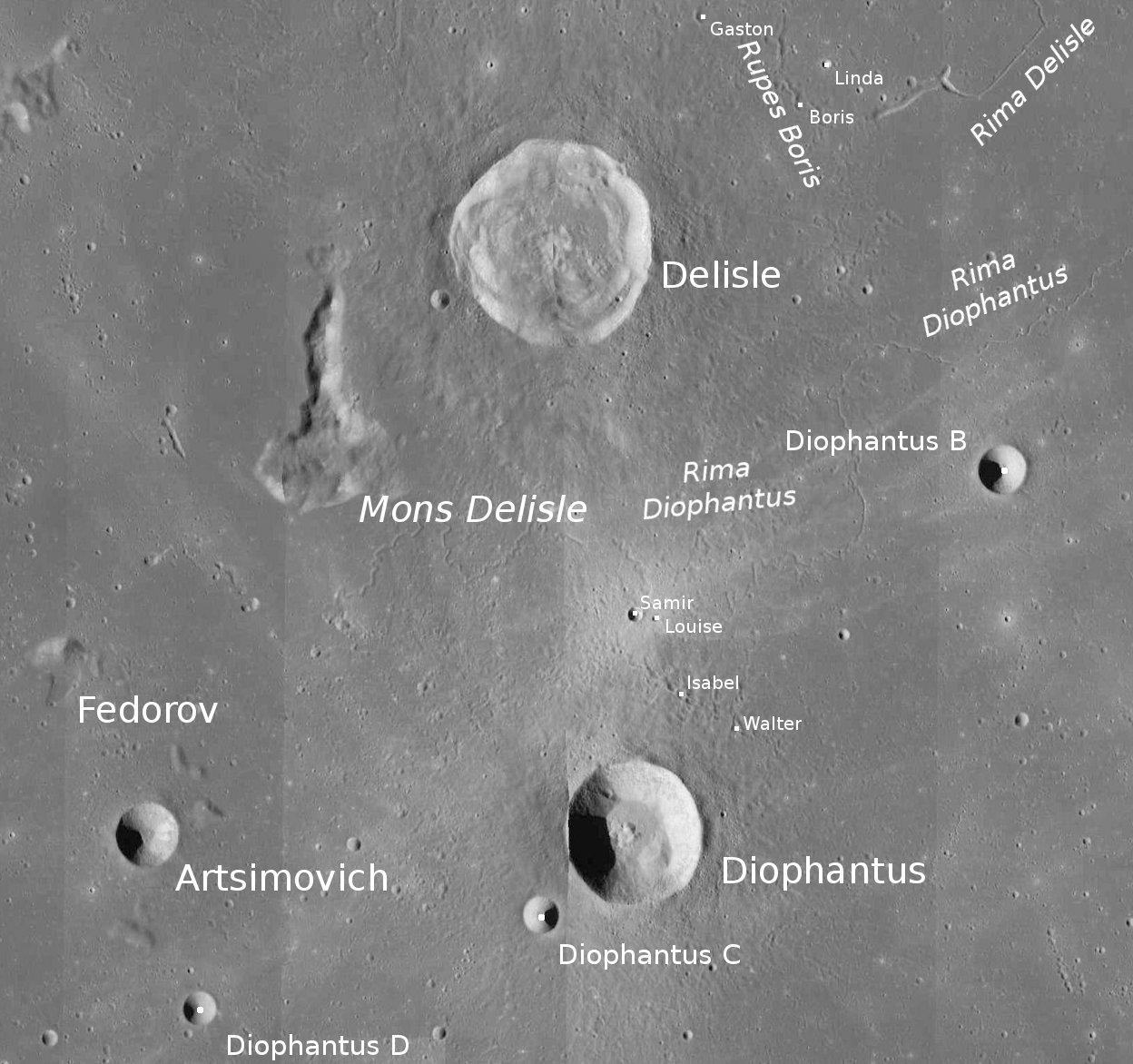
Окрестности кратера Изабель. Снимок Lunar Reconnaissance Orbiter.

Ближайшими соседями кратера являются кратер Диофант на юге и крохотные кратеры Луиза и Самир на севере-северо-западе; Валтер на юго-западе. Далее на северо-западе находятся борозда Диофанта, пик Делиля и кратер Делиль.
Селенографические координаты центра кратера 28°11′ с. ш. 34°04′ з. д. / 28,18° с. ш. 34,07° з. д., диаметр 1,2 км, глубина 0,13 км.
Кратер представляет собой неглубокое понижение местности неправильной формы, объем кратера составляет приблизительно 0,04 км³. Собственное название кратер получил только потому, что был отмечен на фототопографической карте 39B2S1(25), впоследствии названия с данной карты были утверждены Международным астрономическим союзом.

## Сателлитные кратеры
Отсутствуют